# Каваба
Каваба (яп. 川場村 Каваба-мура) — село в Японии, находящееся в уезде Тоне префектуры Гумма. Площадь села составляет 85,29 км², население — 3468 человек (1 июля 2014), плотность населения — 40,66 чел./км².

## Географическое положение
Село расположено на острове Хонсю в префектуре Гумма региона Канто. С ним граничат город Нумата, посёлок Минаками и село Катасина.

## Население
Население села составляет 3468 человек (1 июля 2014), а плотность — 40,66 чел./км². Изменение численности населения с 1980 по 2005 годы:
| 1980 | 3905 чел. |  |
| 1985 | 4064 чел. |  |
| 1990 | 4085 чел. |  |
| 1995 | 4273 чел. |  |
| 2000 | 4139 чел. |  |
| 2005 | 4179 чел. |  |